# Горський Олександр Валентинович
Олександр Валентинович Горський (нар. 24 серпня 1898, Олександрія, Херсонська губернія — 26 травня 1983, Київ) – радянський організатор кіновиробництва, був директором Ленфільму, Ялтинської, Київської і Одеської кіностудій, очолював театр-студію кіноактора на кіностудії імені Олександра Довженка. Учасник-фундатор Спілки кінематографістів України. Батько художниці та суспільно-політичної діячки Алли Горської.

## Життєпис
Олександр Горський народився в Олександрії (нині Кіровоградська область). Закінчив у рідному місті ремісниче училище. Воював у Першій світовій війні, мав поранення; пізніше був у складі Червоної армії. Під час визвольних змагань 1918–20 рр. працював асистентом режисера українських театрів у Вінниці та Житомирі.
1922 року разом з Юрієм Філянським і Леонідом Черновим заснував  театр — українське мистецьке об'єднання «Махудрам» (Майстерня художньої драми). З середини 1920-х постійно жив в Ялті, де був на профспілковій та  комсомольській роботі, вступив до ВКП(б). У своїй праці «Ялтинська «Українська Трупа» видатний культурний діяч українського Криму Олексій Нирко згадував, що Олександр Горський був актором ялтинського українського театрального колективу, сформованого у 1922 р. режисером Павлом Делявським. Дослідник зазначає ім'я по батькові Олександра Горського «Володимирович», тоді як в інших джерелах вказується «Валентинович».
З 1931 року почав працю в кіно – директором Ялтинської кінофабрики (1931–1932). Його кар'єра проходила в обстановці постійних реорганізацій  кіногалузі в 1930-х рр. У 1932 році він з родиною переїхав до Москви, де став начальником виробництва тресту «Востокфільм». І невдовзі вже у Ленінграді працює заступником директора і директором з виробництва  ленінградської кіностудії (1932–1941). Там він закінчив фоп (факультет особливого призначення).
З осені 1939-го  по весну 1940 року Олександр Горський був на радянсько-фінській війні, а незадовго до нападу Німеччини на СРСР поїхав керівником групи до Монголії на зйомки фільму «Його звуть Сухе-Батор».
У Ленінграді залишилась його дружина Олена з дітьми, одинадцятирічною Аллою, та старшим на 10 років Арсеном. Влітку 1941-го року він вступив до народного ополчення, потім воював у складі диверсійно-партизанської частини, яка діяла на Ленінградському фронті.
Дружина з донькою, переживши дві блокадні ленінградські зими, на початку літа 1943-го евакуювалися до Алма-Ати, де вже працював на об'єднаній кіностудії Олександр Горський. Проте в Алма-Аті родина була недовго і наприкінці 1943 року переїхала до Києва, де він обійняв посаду директора кіностудії (1943–1951). У цей час було створено значні виробничі потужності і знято такі фільми як «Тарас Шевченко», «Подвиг розвідника», «Третій удар», «Максимко» та ін. У цей час О.Горський був близький з Олександром Довженко.
Як організатору кіновиробництва О. Горському довелося брати участь у двох важливих техніко-організаційних трансформаціях — переході від німого до звукового кіно у першій половині 1930-х років та поширенню кольорового кіно у 1950-ті роки.
Під час відлиги очолював Одеську кіностудію (1953–1961) — це була його остання висока посада. Тоді було створено резонансні фільми «Весна на Зарічній вулиці», «Два Федори», «Спрага». 1961-го О. Горський вийшов на пенсію, у червні того ж року померла його дружина. Після повернення до Києва був директором театра-студії кіноактора Київської кіностудії ім. О. Довженка (1963–1973), сприяв творчому становленню І. Миколайчука, Р. Недашківської, К. Степанкова, Б. Брондукова, А. Лефтій та ін.
Олександр Горський помер 1983-го, похований на Міському (Берковецькому кладовищі).

## Родина
Про батьків О. Горського відомо дуже мало. Головним чином це пов'язано з тим, що знаходячись всю сталінську добу на керівній роботі, він не зберігав документів і не торкався цієї теми. Їхнє соціальне походження чи якісь подробиці біографії могли б зіпсувати анкету. Імовірно, що батьки походили з сіл під Олександрією. Його мати овдовіла і аби прогодувати дітей – Олександра та молодшу сестру Фаїну, працювала на цукровому заводі.
Дружина – Олена Давидівна (з Безсмертних) походила з села під Кременчугом, який знаходився недалеко від Олександрії, із заможної селянської родини. Вони взяли шлюб 1919 року і О. Горський усиновив її сина Арсена від першого чоловіка, який загинув у війнах 1918—1919 років в Україні. На відміну від Олександра, кар'єри вона не робила. В Ялті  працювала вихователькою у дитячих закладах санаторно-шкільного типу, а в Ленінграді художником костюмів і потім уже весь час цим займалася. Син Арсеній працював у Ленінграді робітником на оборонному заводі, звідки й пішов до ополчення.
Донька Алла (1929–1970) була художницею, а також суспільно-політичним діячем руху шістдесятників. Олександр Горський спочатку зі співчуттям ставився до її діяльності, але з середини 1960-х, коли вона пішла на відвертий конфлікт з владою, і, зокрема, службою держбезпеки, змінив свою думку. Стосунки між ними охололи. О. Горський ніколи не був комуністом-догматиком, тим більш не сприймав фанатичного, агресивного сталінізму. Займаючи прагматичну, скептичну позицію, він намагався переконати дочку у тому, що вона не розуміє ситуації у цілому, справжні цілі дисидентського руху від неї приховано, її друзі нещирі з нею тощо.  Аллу Горську було вбито 28 листопада 1970 року, як тоді багато хто вважав, за загадкових обставин.
У 2008–2009 роках у Галузевому державному архіві Служби безпеки України (ГДА СБУ) було розсекречено Фонд 16 (доповідні, повідомлення, довідки голови КДБ УРСР першому секретарю ЦК КПУ), де містяться документи, що безпосередньо стосуються Алли Горської та її вбивства. У 2010 році вони вперше були опрацьовані та опубліковані її сином Олексієм Зарецьким.
Провулок Чеслава (Цеслава) Белінського у Києві, де у будинку №10 з 1963-го мешкав О. Горський, було 2015 року названо іменем Алли Горської.

## Пам'ять
У лютому 2016 в Олександрії на честь Олександра Горського було названо провулок.